# Crambus richteri
Crambus richteri là một loài bướm đêm trong họ Crambidae.